# BRIT School
The BRIT School é uma escola pública britânica de artes performáticas e tecnologia localizada no distrito londrino de Croydon, Inglaterra, com mandato para fornecer educação e treinamento vocacional para as artes cênicas, mídia, música, arte e design e as tecnologias que fazem o desempenho possível. Seletiva em sua ingestão, a escola é notável por seus numerosos ex-alunos famosos, incluindo Jessie J, Adele, Tom Holland, Harrison Osterfield (Os Irregulares na Netflix) e Amy Winehouse.
Estabelecida em 1992 sob o programa britânico City Technology Colleges (CTC), a escola é financiada pelo governo britânico com o apoio da British Record Industry Trust e mantém um status de escola independente da autoridade educacional local.

## História
A escola é gratuita e foi fundada em 1991 sob iniciativa do City Technology Colleges (CTC) com o patrocínio do British Record Industry Trust (BRIT). É uma escola independente para jovens de 14 a 19 anos, financiada pelo Estado para a tecnologia das artes, dedicada à educação e formação profissional para as artes do espectáculo, mídia, arte e design e as tecnologias que tornam o desempenho possível. Todos os anos, a cerimônia de música do BRIT Awards arrecada fundos, alguns dos quais são usados para ajudar no patrocínio contínuo da escola, juntamente com outras instituições de caridade de música.
Mark Featherstone-Witty foi inspirado pelo filme "Fame", de Alan Parker, dos anos 80, para criar uma escola secundária especializada em artes cênicas. Quando ele começou a tentar levantar dinheiro através do School for Performing Arts Trust (SPA), ele refinou um novo currículo integrado. Ele se aproximou de Sir Richard Branson para ser o defensor do projeto que concordou, sob a condição de que outras gravadoras participassem. Como aconteceu, a British Phonographic Industry (BPI) estava preocupada com a gravação caseira e percebeu que não tinha influência política para trazer as informações necessárias. O então governo conservador precisava dar um ímpeto ao seu projeto do City Technology College (CTC).
Ao longo de 20 anos, a BRIT School beneficiou mais de 7 milhões de libras esterlinas da indústria fonográfica britânica, com uma contribuição anual substancial dos lucros do Brit Awards , administrada através da instituição de caridade da indústria fonográfica, o BRIT Trust.
A escola foi ampliada em 2012, adquirindo o prédio da Selhurst High School ao lado. Três novos cursos, Artes Técnicas de Teatro, Design Digital Interativo e Prática Artística foram adicionados como resultado disso.
O ex-diretor da escola, Sir Nick Williams, foi condecorado na New Years Honors List 2013, por seus serviços para a educação.

## Mandato
A escola foi fundada em 1991 sob os auspícios da Cidade Universitária de Tecnologia (CUT), patrocinada pelo British Record Industry Trust (BRIT). Cada ano o Brit Awards arrecada dinheiro, parte é para patrocinar a escola, juntamente com outras instituições de caridade.
A escola reconhece que a maioria dos alunos quer começar uma carreira na mídia, nos setores de entretenimento e comunicação. Tem dois teatros profissionais, o Obie Theatre, que comporta 324 pessoas na plateia e 500 em pé; e o BRIT Theatre, que abriu em janeiro de 2012 e pode acomodar um público de 280 pessoas. Existem também vários estúdios de dança, estúdios de teatro, musical e estúdios de rádio e televisão.

## Entrada
A entrada para os cursos é inicialmente por solicitação. Se aqueles que se candidatarem a um lugar tiverem todos os requisitos, eles serão convidados para uma entrevista ou promoção em seu campo escolhido (Comunicação Digital (BDC), Práticas Artísticas (CAP), Dança, multimídia interativa, Música, Teatro Musical, Teatro Técnico, Teatro e Artes Visuais e Design), bem como uma nomeação para conhecer os tutores relevantes. O lugar para o curso de música inclui exames de música e uma audição.

## Aparições na televisão
- A GMTV lançou documentários sobre a BRIT School por uma semana.
- No programa de Alan Carr, Alan Carr: Chatty Man, falou sobre a BRIT School em um episódio lançado em 13 de dezembro de 2010.
- Um episódio de Celebrity Masterchef foi gravado na BRIT School na primavera de 2011.
- Um documentário foi gravado e estreado no canal CBBC.

## Alunos notáveis
- Stefan Abingdon (The Midnight Beast)
- Ace e Vis (apresentadores de TV / rádio)
- Adele (cantora / compositora)
- Katy B (cantora)
- Marsha Ambrosius ( Floetry )
- Karis Anderson (cantora, membro da girlband, Stooshe)
- Will Bayley (Paraolímpico)
- Bashy (rapper / ator)
- David Antunes (cantor / compositor)
- Tommy Bastow (ator / cantor)
- Billie Black (cantora)
- Dane Bowers (ex-membro de outro nível)
- Quebra (música)
- Gemma Cairney (apresentadora de televisão)
- Benjamin Coyle-Larner (rapedo, sob o nome de Loyle Carner)
- Cush Jumbo (ator)
- Laura Dockrill (poeta, autora e ilustradora)
- Shawn Emanuel (cantor)
- Robert Emms (ator)
- Ella Eyre (cantora / compositora)
- The Feeling (banda)
- Tania Foster (cantora)
- Blake Harrison (ator)
- Lynden David Hall (cantor)
- Emily Head (ator)
- Imogen Heap (cantor)
- Tom Holland (ator)
- Harrison Osterfield (Ator e modelo)
- Daniel Huttlestone (ator / cantor)
- Jessie J (cantora)
- Eman Kellam (apresentador / youtuber)
- The Kooks (banda)
- Rei Krule (cantor)
- Leona Lewis (cantora)
- Ashley Madekwe (ator)
- Mike Malyan (multi-instrumentista)
- Tara McDonald (cantora)
- Katie Melua (cantora)
- Jessica Morgan (cantora)
- Kate Nash (cantora)
- Noisettes (banda)
- Joel Pott (líder da banda Atleta )
- Stuart Matthew Price (cantor)
- Rizzle Kicks (banda)
- Raye (cantora)
- Polly Scattergood (cantora)
- Kellie Shirley (ator)
- Charlene Soraia (cantora)
- Natalie Stewart ( Floetry )
- Nathan Stewart-Jarrett (ator)
- Nancy Sullivan (atriz)
- Twist and Pulse (artistas)
- Jeremy Warmsley (cantor)
- Rex Orange County (cantor)
- Rickie Haywood Williams (apresentador, Kiss FM)
- Amy Winehouse (cantora / compositora)
- Jamie Woon (cantor)
- Adam Warne (cantor e multi-instrumentista)
- Lola Young (cantora)
- Freya ridings (cantora)